# Pierrafortscha (bloc erratique)
Pour l’article homonyme, voir Pierrafortscha.
La Pierrafortscha est un bloc erratique situé en Suisse dans le canton de Fribourg. Il est localisé dans la commune de Pierrafortscha. Son nom vient de pierre fourchue, en fribourgeois, le dialecte parlé dans cette région de la Suisse romande.
Ce bloc de 330 m3 est constitué de granite du Mont-Blanc. Lors de la dernière glaciation, la glaciation de Wurm, le glacier du Rhône s'étendait beaucoup plus loin qu'aujourd'hui. Depuis le Valais, il continuait vers le massif du Jura où il se séparait en deux. Une partie allait dans la direction de Lyon sur l'actuel cours du Rhône. L'autre partie repartait dans l'est jusqu'à Soleure. C'est cette langue de glace qui a transporté ce bloc erratique depuis le massif du Mont-Blanc en Valais jusqu'à sa position actuelle.
Le bloc doit son nom à sa forme de pierre fourchue, cependant au début du XXe siècle la pierre a été partiellement taillée pour en extraire des matériaux de construction, perdant un peu sa forme initiale. Il appartient depuis 1920 au Musée d'histoire naturelle de Fribourg, à la suite d'un don fait par l'hoirie Charles de Gottrau de Granges-sur-Marly.
À la suite de fouilles effectuées en 1983, des pierres taillées du mésolithique ont été trouvées à proximité de la Pierrafortscha.

## Sources
- Informations de la commune de Pierrafortscha
- Commune de Marly